# Латышев, Василий Васильевич
Василий Васильевич Латышев (29 июля (10 августа) 1855 — 2 мая 1921) — русский филолог-классик, эпиграфист и историк. Академик Петербургской академии наук (1893), член-корреспондент Прусской академии наук (1891). Тайный советник. Член Германского археологического института. Выдающийся специалист по северопричерноморской эпиграфике.

## Биография
Родился 29 июля (10 августа) 1855 года в селе Диево Бежецкого уезда Тверской губернии. 
Выпускник Петербургского историко-филологического института (1876) — ученик Ф. Ф. Соколова.
Сначала работал преподавателем древних языков в гимназии в Вильно. В 1880 году был командирован на два года в Грецию для занятий эпиграфикой. В 1882—1883 годах путешествовал по югу России: «весною 1883 г. совершил большое путешествие по югу России, причем посетил города Харьков, Таганрог, Керчь, Тамань, Феодосию, Севастополь, Одессу, Херсон и Кишинёв, а затем, в августе, Москву, везде разыскивая и списывая сохранившиеся древние эпиграфические памятники».
В 1883 году, после защиты магистерской диссертации «О некоторых эолических и дорических календарях», вернулся к преподавательской деятельности: преподавал греческую словесность в Петербургском историко-филологическом институте; с 1884 по 1891 год был приват-доцентом по той же специальности в Петербургском университете и, одновременно, в 1883—1886 гг. читал лекции по древней истории на Высших женских (Бестужевских) курсах.
В 1887 году защитил докторскую диссертацию «Исследования об истории и государственном строе города Ольвии» и в ноябре занял должность заведующего гимназией при Петербургском историко-филологическом институте. В 1890—1893 годах был помощником попечителя Казанского учебного округа; в 1893—1896 годах — вице-директор департамента Министерства народного просвещения, с 1896 по 1898 года — его директор. Был с 1898 года членом Совета министра народного просвещения, с 1900 года — товарищ председателя и редактор изданий Императорской археологической комиссии.
С 1893 года — член Петербургской Академии наук. С 1 января 1895 года — действительный статский советник, с 1905 года — тайный советник. С 1896 по 1918 год — председатель Петербургского общества классической филологии и педагогики.
С 1900 (или 1903?) по 1918 год — директор Историко-филологического института.
Свои научные интересы В. В. Латышев сосредоточил на истории древнегреческих поселений на юге России и объяснении сообщенного о Скифии и Кавказе у греческих и латинских авторов и в древних эпиграфических памятниках юга России. В последние годы занимался трудами в области византийской агиографии.
После смерти Помяловского, начиная с 12-го выпуска, Латышев делал переводы и занимался редактированием «Палестинского патерика».
Некоторое время состоял постоянным сотрудником в журнале «Филологическое обозрение», который издавался в Москве.
С октября 1918 года и до самой кончины, наступившей 2 мая 1921 года, временно исполнял обязанности председателя Российского Палестинского Общества, его почётный член.

## Награды
Был награждён российскими и иностранными орденами:
российские:
- орден Св. Анны 2-й ст. (1893)
- орден Св. Владимира 3-й ст. (1896)
- орден Св. Станислава 1-й ст. (1900)
- орден Св. Анны 1-й ст.
- орден Белого орла

иностранные:
- бухарский орден Золотой звезды 1-й ст. (1895)
- болгарский орден «Святой Александр» 2-й ст. (1897)

## Семья
Жена Наталья Адриановна Бессмертная, сын Пётр.